# Mark Hoppus
Mark Allan Hoppus (Ridgecrest, 15 maart 1972) is een Amerikaans bassist, producer en een van de oprichters van de pop-punkband Blink-182.

## Geschiedenis

### Vroege jaren
Hoppus kreeg zijn eerste basgitaar, toen hij vijftien was, nadat hij geholpen had iemands huis te schilderen. Hij kwam in de groep Pier 69 terecht, waarin hij bas speelde en zong. Deze groep bracht vooral covers van The Cure. In 1988 speelde hij ook in de band The Attic Children
Toen hij naar San Diego verhuisde voor zijn studie, ontmoette hij Tom Delonge (ook lid van blink-182). Tom was destijds bevriend met de vriend van het zusje van Mark: Anne Hoppus. Ze leerden elkaar kennen in augustus 1992.

### blink-182
De band, opgericht door Hoppus, Tom Delonge en drummer Scott Raynor, heette tot hun derde show "Duck Tape". Toen zei Delonge dat hij "blink" wel een leuke naam vond. Destijds werkte Hoppus in een platenwinkel. Met dat geld hadden ze samen met hun optredens een kleine financiële steun om te gaan toeren. Hoppus stopte met zijn baan in de platenwinkel in 1996 toen het toeren echt begon. In 1998 moest Scott Raynor de band verlaten vanwege drankproblemen en werd vervangen door Travis Barker.
In 1999 kwam het eerste album met Barker uit: Enema Of The State. Twee jaar later volgde in deze bezetting het album Take Off Your Pants And Jacket. In 2003 werd een titelloos album uitgebracht, dat ook wel bekend staat onder de naam Blink-182.

### Overig
Hoppus deed verder nog achtergrondzang voor MxPx's nummer "Wrecking Hotel Rooms". Later begon hij een project met Travis Barker, Craig Fairbaugh en Shane Gallagher, een elektronische band genaamd +44. Het eerste album When Your Heart Stops Beating werd in Europa op 13 november 2006 uitgebracht. De eerste single van het album is de gelijknamige When Your Heart Stops beating.

## Fender Mark Hoppus Jazz Bass
Hoppus gebruikt een speciale uitvoering van de Fender Jazz Bass: de Mark Hoppus Fender Jazz Bass. Deze bestaat uit een Jazz Bass body, met afwijkende elementen, en de hals van een Fender Precision Bass. In het begin van zijn carrière gebruikte hij Music Man basgitaren. Hoppus gebruikt ook nog andere Fender basgitaren - een Fender Precision en een Fender Bass VI - maar speelt bij optredens meestal op zijn eigen model basgitaar.

## Discografie

### Blink-182
- Cheshire Cat (1994)
- Dude Ranch (1997)
- Enema of the State (1999)
- Take Off Your Pants and Jacket (2001)
- Blink-182 (2003)
- Neighborhoods (2011)
- California (2016)
- Nine (2019)
- One More Time… (2023)

### +44
- When Your Heart Stops Beating (2006)

### Overig
- The Ataris — Look Forward to Failure (1998), zang op "My So-called Life".
- Simple Plan — No Pads, No Helmets...Just Balls (2002), zang op "I'd Do Anything".
- Box Car Racer — Box Car Racer (2002), zang op "Elevator".
- New Found Glory — Sticks and Stones (2002), basgitaar op "Something I Call Personality".
- MxPx — The Passion of The Christ Songs (2004), zang op "The Empire".
- MxPx — Panic (2005), zang op "Wrecking Hotel Rooms".
- Motion City Soundtrack — Commit This to Memory (2005), zang op "Hangman", producer
- Renee Renee — White Heat (2006), zang op "Paper Doll".
- Something For Rockets (2006), producer van twee nummers
- Mae — Producer van een Nine Inch Nails cover op het album Punk Goes 90's complicatie.
- Less Than Jake — In With the Out Crowd (2006), schreef samen met een bandlid "The Rest of My Life".
- Tonight Alive — What Are You So Scared Of? (2011), zang op "Thank you & Goodnight"
- All Time Low - Future Hearts (2015), zang op Tidal Waves
- Neck Deep — "December (again)" (2016), zang
- Mark Hoppus — "Not Every Dog Goes To Heaven" (2017), zang, basgitaar en producent

## Privé
Hoppus is getrouwd met Skye Everly met wie hij een zoon heeft. In juni 2021 maakte de zanger bekend kanker te hebben. Een maand later werd bekend dat hij leed aan een vergevorderde vorm van lymfeklierkanker. In september 2021 maakt Hoppus bekend dat hij genezen was van de ziekte.